# Express Net Airlines
Express Net Airlines (mã ICAO = XNA) là hãng hàng không vận chuyển hàng hóa của Hoa Kỳ, trụ sở ở Naples, Florida. Hãng đảm nhận việc vận chuyển hàng hóa ở Hoa Kỳ, Canada, México, Nam Mỹ và vùng Viễn Đông. Căn cứ chính của hãng ở Sân bay Naples.

## Lịch sử
Hãng được Scott Kalitta thành lập và bắt đầu hoạt động từ năm 1972 dưới tên Transcontinental Airlines. Năm 1999 David Clark và Michael Goldberg mua hãng này. Hãng hiện có 270 nhân viên (tháng 3/2007).

## Các nơi đến
- Hong Kong,
- Đài Bắc
- Tokyo

## Đội máy bay
(Tháng 3/2007): 
- 2 Airbus A300B4-200F
- 1 Boeing 727-100F
- 1 Boeing 727-200F

## Đội máy bay ngưng hoạt động
(Tháng 8/2006:
- 5 Airbus A300B4-200F
- 2 Boeing 727-200
- 2 Boeing 727-200F